# Cubo

Desarrollo de un cubo

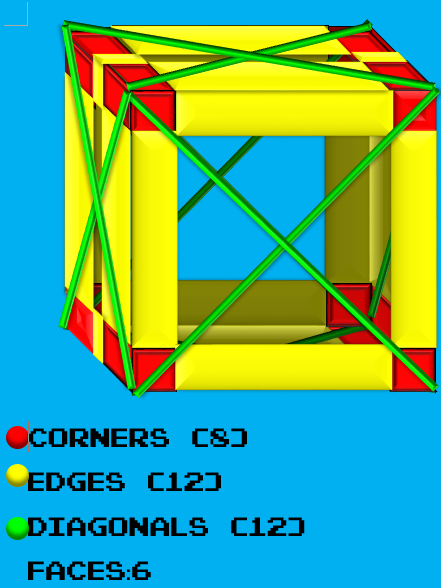
El cubo con sus esquinas, aristas y diagonales.

Cubo o hexaedro regular es un poliedro limitado por seis caras cuadradas congruentes. Es uno de los denominados sólidos platónicos.
Un cubo, además de ser un hexaedro, puede ser clasificado también como paralelepípedo recto y rectangular, (brevemente ortoedro) pues todas sus caras son cuadradas y paralelas dos a dos. Incluso, se puede entender como un prisma recto, cuya base es un cuadrado y su altura equivalente al lado de la base.
El hexaedro regular, al igual que el resto de los Sólidos platónicos, cumple el teorema de Euler para poliedros, resumido en la fórmula {\displaystyle C+V=A+2}, pues tiene seis caras, ocho vértices y doce aristas (6+8 = 12+2).
El cubo es el dual del octaedro. Tiene simetría cúbica u octaédrica.
El cubo es el único poliedro convexo cuyas caras son todas cuadradas.

## Proyecciones ortogonales
El cubo tiene cuatro  proyecciones ortogonales especiales, centradas, en un vértice, aristas, cara y normal a su figura de vértice. La primera y la tercera corresponden al plano de Coxeter {\displaystyle A_{2}} y {\displaystyle B_{2}}.
| Centrado en         | Cara | Vértice |
| ------------------- | ---- | ------- |
| Planos de Coxeter   | B2   | A2      |
| Proyectiva simetría | [4]  | [6]     |
| Vistas inclinadas   |      |         |

## Cubo esférico
El cubo también puede representarse como un poliedro esférico, y proyectarse sobre el plano mediante una proyección estereográfica. Esta proyección es conforme, preservando los ángulos pero no las áreas ni las longitudes. Las rectas de la esfera se proyectan como arcos de círculo en el plano.
|                        |                           |
| Proyección ortográfica | Proyección estereográfica |

## Coordenadas cartesianas
Para un cubo centrado en el origen, con aristas paralelas a los ejes y con una longitud de arista de 2, las coordenadas cartesianas de los vértices son
{\displaystyle (\pm 1,\pm 1,\pm 1)}
mientras que el interior está formado por todos los puntos {\displaystyle (x_{0},x_{1},x_{2})} con {\displaystyle -1<x_{i}<1} para todo {\displaystyle i}.

## Ecuación en el espacio tridimensional
En geometría analítica, la superficie de un cubo con centro {\displaystyle (x_{0},y_{0},z_{0})} y longitud de arista de {\displaystyle 2a} es el lugar geométrico de todos los puntos {\displaystyle (x,y,z)} tales que
{\displaystyle \max\{|x-x_{0}|,|y-y_{0}|,|z-z_{0}|\}=a.}
Un cubo también puede considerarse el caso límite de un superelipsoide 3D a medida que los tres exponentes se aproximan al infinito.

## Duplicación del cubo
El duplicación del cubo, o el problema de Deliano, era el problema planteado por matemáticos de la antigua Grecia de utilizar sólo un regla y compás para partir de la longitud de la arista de un cubo dado y construir la longitud de la arista de un cubo con el doble del volumen del cubo original. No pudieron resolver este problema, que en 1837 Pierre Wantzel demostró que era imposible porque la raíz cúbica de 2 no es un número construible.

## Coloraciones uniformes y simetría

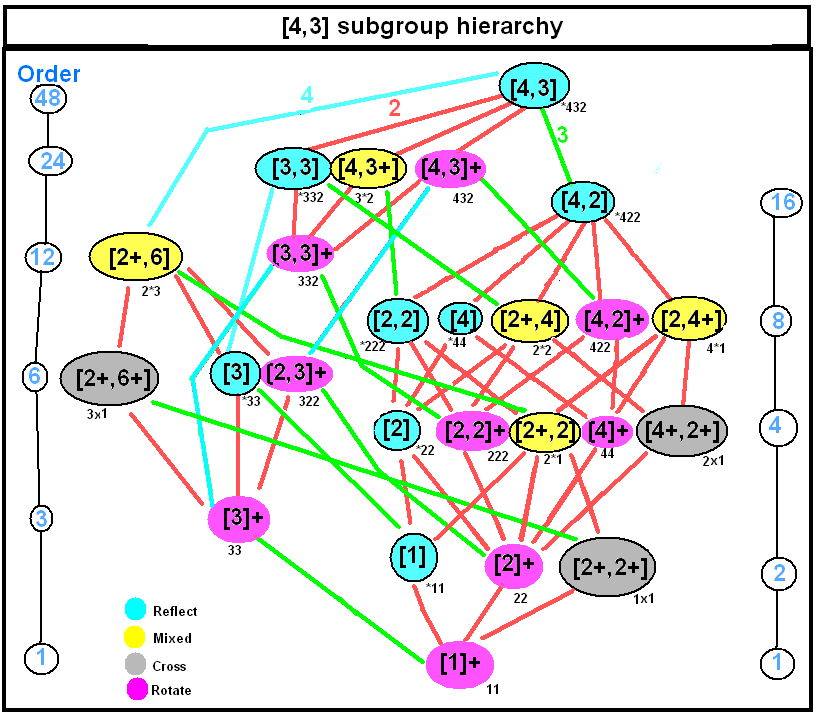
Árbol de simetría octaédrica

El cubo tiene tres coloraciones uniformes, denominadas por los colores únicos de las caras cuadradas alrededor de cada vértice: 111, 112, 123.
El cubo tiene cuatro clases de simetría, que pueden representarse coloreando las caras vértice-transitivo. La simetría octaédrica más alta Oh tiene todas las caras del mismo color. La simetría diédrica D4h proviene de que el cubo es un sólido, con las seis caras de distinto color. El subconjunto prismático D2d tiene la misma coloración que el anterior y D2h tiene colores alternos para sus caras para un total de tres colores, emparejados por caras opuestas. Cada forma de simetría tiene un símbolo de Wythoff diferente.
| Nombre                     | Hexaedro regular | Prisma cuadrado  | Trapezoprisma rectangular | Cuboide rectangular | Prisma rómbico   | Trapezoedro trigonal |
| -------------------------- | ---------------- | ---------------- | ------------------------- | ------------------- | ---------------- | -------------------- |
| símbolo de Schläfli        | {4,3}            | {4}×{ } rr{4,2}  | s2{2,4}                   | { }3 tr{2,2}        | { }×2{ }         |                      |
| símbolo de Wythoff         | 3 \| 4 2         | 4 2 \| 2         |                           | 2 2 2 \|            |                  |                      |
| Simetría                   | Oh [4,3] (*432)  | D4h [4,2] (*422) | D2d [4,2+] (2*2)          | D2h [2,2] (*222)    | D2h [2,2] (*222) | D3d [6,2+] (2*3)     |
| Orden de simetría          | 24               | 16               | 8                         | 8                   | 8                | 12                   |
| Imagen (colores uniformes) | (111)            | (112)            | (112)                     | (123)               | (112)            | (111), (112)         |

## Relaciones geométricas

Los 11 desarrollos del cubo

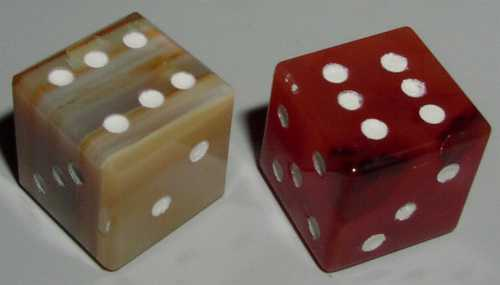
Estos conocidos dados de seis caras tienen forma de cubo.

Un cubo tiene once redes (una se muestra arriba): es decir, hay once maneras de aplanar un cubo hueco cortando siete aristas.
Para colorear el cubo de forma que ninguna cara adyacente tenga el mismo color, se necesitarían al menos tres colores.
El cubo es la celda del único mosaico regular del espacio euclídeo tridimensional. También es único entre los sólidos platónicos por tener caras con un número par de lados y, en consecuencia, es el único miembro de ese grupo que es un zonoedro (cada cara tiene simetría puntual).
El cubo puede cortarse en seis  pirámides cuadradas idénticas. Si estas pirámides cuadradas se unen a las caras de un segundo cubo, se obtiene un dodecaedro rómbico (con pares de triángulos coplanares combinados en caras rómbicas).

## Elementos

Cubo (Matemateca Ime-Usp)

- Cara es cada una de las regiones cuadradas que limitan el cubo. En total son 6. Cada par de caras tienen un lado común. Cada cara tiene otras 4 caras adyacentes, con lados comunes, excepto con una que se llama cara opuesta. Hay tres pares de caras opuestas. Hay caras consecutivas de modo que algunas de sus aristas son lados consecutivos de un mismo cuadrado cara; las caras consecutivas, que vienen en juego de 4, están encerradas entre 2 caras paralelas; imaginando una sala las caras consecutivas serían las paredes de la sala.
- Arista es un lado común a 2 caras. En total hay 12 aristas del cubo. Para cada arista hay otras aristas que son concurrentes, paralelas o que se cruzan.
- Vértice.  3 caras (respectivamente tres aristas) tiene un punto común que se llama vértice del cubo. Por todo, hay 8 vértices.
- Diagonal o diagonal espacial. Sean dos caras opuestas que permiten definir una correspondencia biyectiva. Del vértice de la primera cara se traza un segmento al vértice opuesto de su homólogo en la cara opuesta. Dicho segmento se llama diagonal del cubo. En total hay cuatro diagonales del cubo. Se cortan en un punto único.
- Centro es la intersección de las diagonales del cubo. También es el baricentro de la distribución de carga superficial es uniforme. Es centro de simetría.

## Medidas y simetría

### Volumen
De un cubo de arista a, podemos calcular el volumen {\displaystyle V} mediante la siguiente fórmula: 
{\displaystyle V=a\cdot a\cdot a=a^{3}}

### Área
El área total {\displaystyle A_{T}} (que es 6 veces el área de una de sus caras {\displaystyle A_{c}}) puede ser calculada mediante la fórmula:
{\displaystyle A_{T}=6\ a^{2}}
Considerado como prisma, tiene área lateral:
{\displaystyle A_{L}=4\cdot A_{c}=4a^{2}}

### Longitud de la diagonal
De un cubo con longitud de arista {\displaystyle a}:
Se puede calcular la longitud de su diagonal facial (la distancia entre vértices opuestos de una misma cara) {\displaystyle d}, usando el teorema de Pitágoras:
{\displaystyle d={\sqrt {a^{2}+a^{2}}}={\sqrt {2a^{2}}}={\sqrt {2}}a}.
La longitud de la diagonal espacial (la distancia entre vértices opuestos en el cubo) {\displaystyle D} se puede calcular de la misma manera, usando la fórmula anterior, dado que la diagonal espacial es igual a la diagonal de un rectángulo de longitudes {\displaystyle d} y {\displaystyle a} respectivamente:
{\displaystyle D={\sqrt {d^{2}+a^{2}}}={\sqrt {2a^{2}+a^{2}}}={\sqrt {3a^{2}}}={\sqrt {3}}a}.

### Optimización
Entre los ortoedros de área total constante el cubo es el que tiene mayor volumen. Si se conoce el área total {\displaystyle k}, entonces la arista {\displaystyle a} del cubo es {\displaystyle {\sqrt {\frac {k}{6}}}} 

### Simetría
Un hexaedro regular (o cubo) tiene 3 ejes de simetría de orden cuatro: las rectas perpendiculares a cada par de caras paralelas por su punto medio; cuatro ejes de simetría de orden tres: las rectas que unen los centros de los vértices opuestos; 6 ejes de simetría de orden 2 que unen los centros de las aristas opuestos; 9 planos de simetría; 3 paralelos a cada par de caras paralelas por el punto medio de las aristas que las unen, y 6 formados por los pares de aristas opuestas; y un centro de simetría. Esto hace que este cuerpo tenga un orden de simetría total de 48: 2x(3x4+6x2).
Los elementos de simetría anteriores definen uno de los grupos de simetría octaédricos de segunda base, el denominado Oh según la notación de Schöenflies.

### Poliedro conjugado
El poliedro conjugado de un hexaedro regular de arista {\displaystyle a} es un octaedro regular de arista {\displaystyle b}, tal que: {\displaystyle {\frac {a}{b}}={\sqrt {2}}}

## Resumen de fórmulas
Para un cubo de longitud de arista {\displaystyle a}:
| área de la superficie           | {\displaystyle 6a^{2}\,}                | volumen                                  | {\displaystyle a^{3}\,}                |
| diagonal facial                 | {\displaystyle {\sqrt {2}}a}            | diagonal espacial                        | {\textstyle {\sqrt {3}}a}              |
| radio de la esfera circunscrita | {\displaystyle {\frac {\sqrt {3}}{2}}a} | radio de la esfera tangente a los bordes | {\displaystyle {\frac {a}{\sqrt {2}}}} |
| radio de la esfera inscrita     | {\displaystyle {\frac {a}{2}}}          | ángulos entre caras (en radianes)        | {\displaystyle {\frac {\pi }{2}}}      |

Como el volumen de un cubo es la tercera potencia de sus lados {\displaystyle a\times a\times a}, las terceras potencias se llaman cubo', por analogía con cuadrados y segundas potencias.
Un cubo tiene el mayor volumen entre los cuboides (cajas rectangulares) con una superficie dada. Además, un cubo tiene el mayor volumen entre cuboides con el mismo tamaño lineal total (largo + ancho + alto).

### Punto en el espacio
Para un cubo cuya esfera circunscripta tiene radio {\displaystyle R}, y para un punto dado en su espacio tridimensional con distancias {\displaystyle d_{i}} desde los 8 vértices del cubo, tenemos:
{\displaystyle {\frac {\sum _{i=1}^{8}d_{i}^{4}}{8}}+{\frac {16R^{4}}{9}}=\left({\frac {\sum _{i=1}^{8}d_{i}^{2}}{8}}+{\frac {2R^{2}}{3}}\right)^{2}}.

## Relación con la esfera y el octaedro

#### Esfera inscrita
En cualquier cubo se puede inscribir una esfera, cuyo centro coincide con el del cubo y su radio es igual a la mitad de la arista del cubo.
radio de la esferas inscrita es {\displaystyle r={\frac {a}{2}}}; y el volumen de esta esfera es {\displaystyle V_{e}=\pi {\frac {a^{3}}{6}}}, {\displaystyle a} = arista del cubo

#### Esfera circunscrita
Cualquier cubo puede inscribirse en una esfera, de modo que los centros de los sólidos sean el mismo punto. En este caso a la esfera se nombra esfera circunscrita al cubo.
radio de la esfera circunscrita es {\displaystyle R={\frac {d}{2}}}, y el volumen es {\displaystyle V_{e}=\pi {\frac {d^{3}}{6}}}, {\displaystyle d} = diagonal del cubo inscrito.

#### Octaedro inscrito
En un cubo se puede inscribir un octaedro regular cuyos cuatro vértices están en cuatro caras consecutivas y los otros dos en caras opuestas y perpendiculares a las anteriores.
Si {\displaystyle a} = arista del cubo, resulta el volumen del octaedro, {\displaystyle V={\frac {a^{3}}{4}}}  .

## Topología del cubo

#### Convexidad
En principio, un cubo es un sólido convexo; esto significa que respecto a un plano que contiene a cualquiera de sus caras el cubo queda en un uno solo de los semiespacios que determina dicho plano.

#### Interior
Tomemos tres sendos puntos en tres aristas perpendiculares a una de las caras y tracemos un plano por estos puntos. Dicho plano al intersecar al cubo determina un cuadrilátero. Cualquier punto del cuadrilátero se llama punto interior del cubo y el conjunto de todos los puntos interiores se denomina Interior del cubo.

#### Frontera
Ningún punto de cara cualquiera está en el interior del cubo, y todos estos puntos forma un conjunto llamado frontera, de tal manera que la unión de las seis caras son la frontera del cubo.

#### Exterior
Un punto que no está en la frontera ni en el interior del cubo se llama punto exterior y el conjunto de todos estos puntos es el exterior del cubo. La unión del interior, exterior y frontera del cubo es igual a todo el espacio. Además estos conjuntos son disjuntos.

#### Abierto
Un conjunto de puntos del espacio se llama abierto si para cualquier punto de él se puede trazar una esfera de tal manera que la esfera quede contenida totalmente en dicho conjunto. Tanto el interior y el exterior de un cubo son abiertos.

#### Conexidad
El cubo es una figura conexa, esto es, de una sola pieza. Pues no puede haber dos abiertos de intersección vacía y su unión sea igual al cubo.

## Hipercubo

Animación que muestra la formación de los primeros cuatro hipercubos como una extensión de cada uno hacia la siguiente dimensión.

El hipercubo es el análogo del cubo en cualquier número de dimensiones. Este tipo de figuras son todas ortotopos regulares.
Todos los hipercubos de más de cero dimensiones se pueden construir a través de la duplicación de otro hipercubo, uniendo todos los vértices con aristas de manera que todas las nuevas facetas sean regulares.
Según el número de dimensiones, los nombres de los hipercubos son:
- punto (0 dimensiones),
- segmento (1 dimensión),
- cuadrado (2 dimensiones),
- cubo (3 dimensiones),
- teseracto o hipercubo (4 dimensiones),
- penteracto (5 dimensiones), etc.

También se puede usar el nombre n-cubo, para n dimensiones.

## Relación en otras áreas

### En la cultura popular

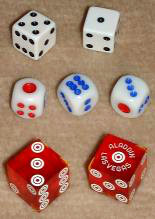
Dados típicamente cúbicos: estilo occidental, estilo asiático y dados usados en casinos.

El cubo es una figura de apariencia frecuente en juguetes y otros objetos recreativos. Ejemplos notables son los dados y el cubo de Rubik.

### En Teología
Los cubos aparecen en las religiones abrahámicas. La Kaaba en La Meca es un ejemplo que en árabe significa "el cubo". También aparecen en el judaísmo como Filacteria y la Nueva Jerusalén en el Nuevo Testamento también se la describe como un Cubo.